# Trombòlisi

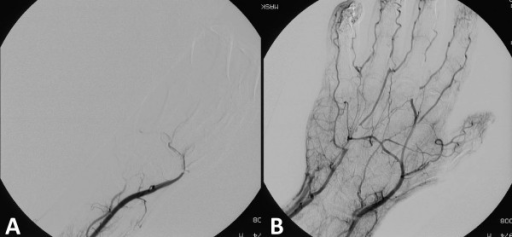
Angiografia abans i després de la trombòlosi.

La trombòlisi és la destrucció (lisi) dels coàguls de sang per mitjans farmacològics. Els fàrmacs actuen estimulant la fibrinòlisi secundària a nivell de la plasmina mitjançant la infusió d'anàlegs de l'activador tissular del plasminogen (tPA), la proteïna que normalment activa la plasmina.